# زمستان‌خوابی

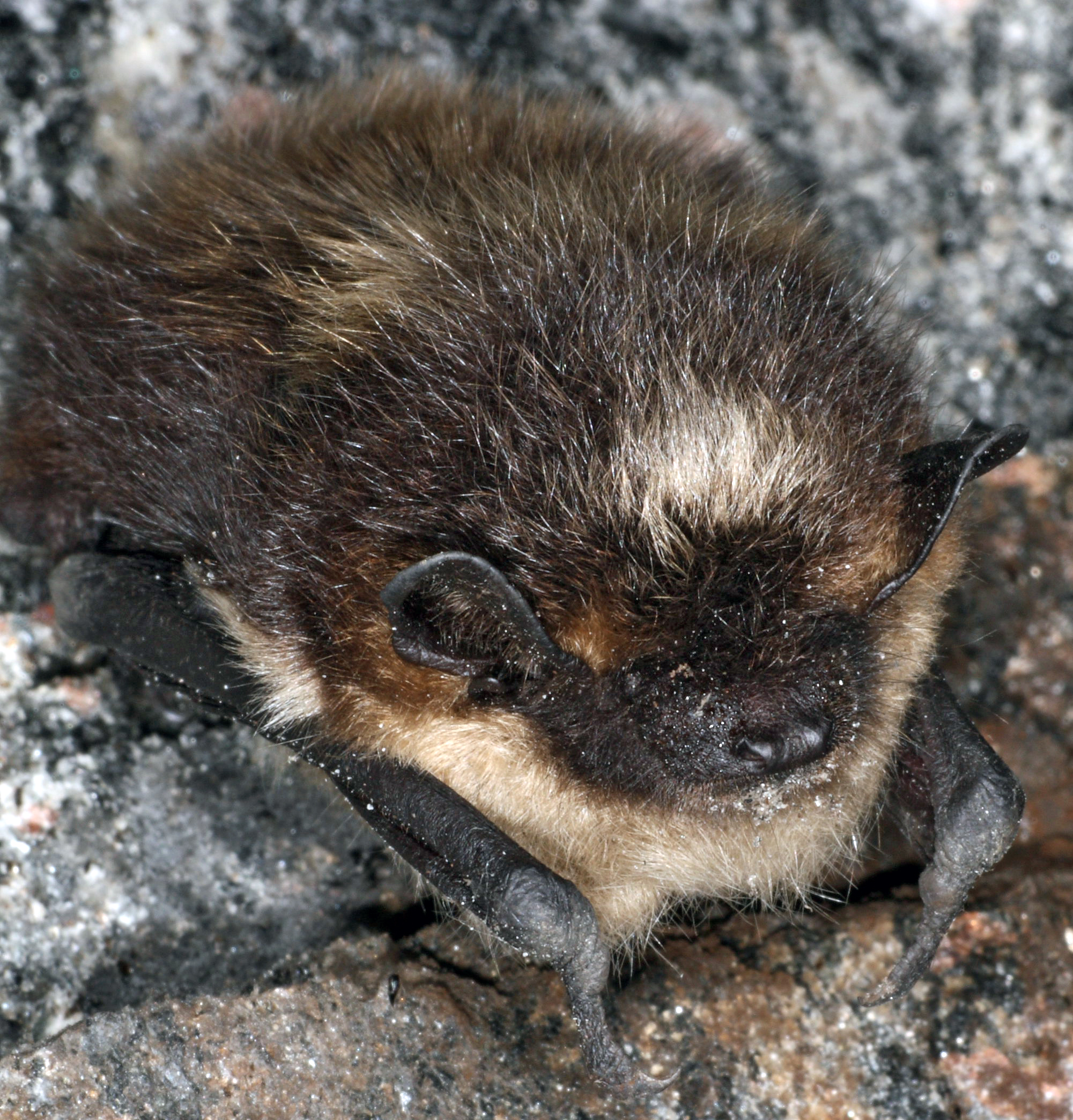
یک خفاش شمالی در خواب زمستانی در نروژ

زمستان‌خوابی یا خواب زمستانی (به انگلیسی: Hibernation)، حالت عدم فعالیت متابولیکی در جانوران و کندی درازمدت آن‌ها در زمستان است. در این حالت، درجه حرارت بدن پایین می‌آید، تنفس آهسته‌تر می‌شود و سوخت و ساز بدن کند می‌گردد. دلیل این حالت در جانوران، زنده ماندن در زمستان، بقاء در زمان کمبود غذا و بهره‌برداری از بافت چربی است. بسته به گونه جانور، درجه حرارت محیط و زمان سال، میزان خواب زمستانی متغیر است. فصل زمستان به‌طور معمول برای جانورانی که در این فصل می‌خواهند به وسیلهٔ دوره‌های منقطع خواب زمستانی مشخص می‌شوند که توسط خصوصیات فردی درجه حرارت بدن به میزان عادی قابل برگشت است. فرضیه‌ای وجود دارد که جانورانی که در فصل زمستان می‌خوابند نیاز به خوابیدن به‌طور آهسته در طول زمستان در مقایسه با شکل معمولی خوابیدن دارند؛ و گاهی به منظور خوابیدن باید گرما دریافت کند. این فرضیه توسط سنجاب زمینی قطب شمال در برخی شواهد حمایت شده‌است.

## علت زمستان خوابی
طی زمستان، رشد بیشتر گیاهان متوقف شده و اکثر جانوران خونسرد مثل حشرات فعالیت خود را کاهش می‌دهند. واکنش جانوران خون‌گرم متفاوت است. با این که برخی گونه‌ها توانایی زنده ماندن در سرمای شدید حتی در قطب جنوب را دارند، مابقی گونه‌ها تنها توانایی زیست در دامنهٔ محدودی از دما را دارند. اگر دمای بدن آن‌ها از این محدوده فروتر یا فراتر رود، امکان دارد که جان خود را از دست دهند.
برای اکثر جانوران، بخش مشکل کار گرم نگهداشتن بدن است چرا که بدن پرندگان و پستانداران تقریباً همیشه گرم تر از محیط اطرافشان است. تنظیم چنین دمای زیادی در بدن نیازمند انرژی بالایی در قالب غذاست، که در زمستان کمیاب است.
اکثر پرندگان با پرواز به سمت جنوب خود را گرم نگه می‌دارند. برخی جانوران بزرگ جثهٔ گیاهخوار مثل کاریبوها نیز مهاجرت می‌کنند؛ عملی که برای پستانداران کوچک ممکن نیست.
بسیاری از جانوران قطبی، گرما را بواسطهٔ رویش عایق‌های ضخیم زمستانی حفظ می‌کنند. به‌طور مثال، سگ‌های هاسکی پوشش‌های ضخیمی از کرک رشد می‌دهند که به آن‌ها امکان این را می‌دهد که در دمای زیر ۳۰ درجه روی برف بخوابند، ولی جانوران کوچک‌تر گرما را با سرعت بیشتر از دست می‌دهند و مجبورند که غذای خود را سریع‌تر بسوزانند: یک موش، به عنوان مثال، انرژی را ۲۰ برابر سریع‌تر از یک گوسفند می‌سوزاند. علاوه بر این، میزان توانایی رشد پوشش در جانوران کوچک محدود است. پیرو این اصل، بسیاری از موجودات کوچک برای خود لانه‌های ایمنی، اغلب در داخل زمین می‌سازند.
برای این که یک پستاندار بزرگ جثه دمای خود را در حدود ۳۸ درجه نگه دارد، نیازمند خوردن غذاست. برخی گونه‌های موش‌ها، ذخایری از چربی نگهداری می‌کنند که در مواقع کمبود غذا از آن‌ها استفاده کنند. سایر جانوران زمستان را در ذخایری از دانه‌ها و مغزها و… می‌گذرانند. برای بسیاری دیگر، به‌ویژه آن‌هایی که حشره خوارند، تنها راه حل کاهش مصرف انرژی به میزان حداقل ممکن است، که این عمل تنها با زمستان خوابی میسر می‌شود.
در میان پستانداران تخم‌گذار ابتدایی‌تر، هم اکیدنا و هم نوک‌اردکی در دوره‌های کوتاه ۵–۱۰ روزه زمستان خوابی انجام داده و سپس برای مدت زمان مشابهی بیدار می‌شوند. صاریغ کوتولهٔ تاسمانی جزو معدود کیسه‌دارانی است که خواب زمستانی انجام دارد. این جانور در حالی که در حفرهی خالی یک کنده درخت خود را جمع کرده، به مدت ۶ تا ۱۲ روز می‌خوابد.
با این حال اکثر زمستان خواب‌ها در گروه‌ها جوندگان، حشره خواران و خفاش‌ها قرار دارند. جوندگان زمستان خواب شامل سنجاب‌های زمینی، مارموت‌ها، همسترها، موش‌های زمستان خواب و موش خرماهای کوهی می‌شوند. جوجه تیغی، که احتمالاً شناخته شده‌ترین زمستان خواب است، ماه‌های سرد را در لانهٔ ساخته شده با برگ‌های خشک خود می‌گذراند. خفاش‌ها نیز زمستان را در غارهای عمیق و مرطوب، در حالی که خود را با بال‌هایشان پوشانده‌اند می‌گذرانند.
برخی پستانداران بزرگ، مثل خرس سیاه آمریکایی اکثر زمستان را در مخفیگاه‌های گرم خود می‌گذارنند، ولی زمستان خواب حقیقی محسوب نمی‌شوند. با اینکه ضربان قلب آن‌ها تا حدود ۱۰ بار در دقیقه کاهش می‌یابد، دمای بدنشان در حدود ۳۰ درجه باقی می‌مانده و اگر این دما به زیر ۱۵ درجه برسد، جانور خواهد مرد. راکن‌ها، گورکن‌ها و راسوها نیز چنین وضعیتی دارند.

## در پستانداران
پستاندارانی که خواب زمستانی دارند عبارتند از: خفاش‌ها، برخی از گونه‌های سنجاب زمینی و جوندگان دیگر، لمور موشی، خارپشت سینه‌سفید، حشره خوار و جانوران کیسه‌دار می‌باشند. بسیاری از کارشناسان بر این باورند که فرایندهای مرگ کاذب روزمره و خواب زمستانی به شکل یک زنجیره هستند. برخی از گونه‌های خزندگان که گفته می‌شود خواب زمستانی را تحمل می‌کنند اما اتصال این پدیده در این حیوانات با خواب زمستانی روشن نیست. حیوانی مشهور در خواب زمستانی خرس است. هرچند خرس‌ها به‌طور واقعی خواب زمستانی حقیقی را ندارند. خرس‌ها در طول زمستان در حال خواب هستند. درجه افسردگی متابولیکی نسبت به پستانداران کوچکتر بسیار کمتر است. درجه حرارت بدن خرس نسبتاً ثابت و پایدار باقی می‌ماند از ۳۷ درجه سانتی گراد(۹۹ درجه فارنهایت) به حدود ۳۱ درجه سانتی گراد یا ۸۸ درجه فارنهایت کاهش می‌یابد. بسیاری از افراد ترجیح می‌دهند از اصطلاح رخوت زمستانی استفاده کنند. اما برخی دیگر آن را فقط به شکل‌های مختلفی از خواب زمستانی می‌دانند. خواب زمستانی سنجاب زمستانی ممکن است دمای ناحیه شکمی به پایین‌تر از صفر درجه سانتی گراد می‌رسد. حفظ درجه حرارت زیر صفرناحیه شکمی برای بیش از ۳ هفته در یک زمان انجام می‌شود هرچند درجه حرارت سر و گردن صفر درجه سانتی گراد یا بیشتر می‌باشد. قبل از ورود به خواب زمستانی اکثر گونه‌ها مقدار زیادی غذا می‌خورند و انرژی را در انباشته‌های چربی برای زنده ماندن در طول زمستان ذخیره می‌کنند. برخی از گونه‌های پستانداران خواب زمستانی دارند در حالی که حیوانات جوان آبستن که مدت کوتاهی بعد از توقف خواب زمستانی مادرشان به دنیا می‌آیند این خواب را ندارند. تا همین اواخر هیچ پستاندار اولیه‌ای و پستانداران نواحی گرمسیری که خواب زمستانی داشته باشند شناخته شده نبودند.
فیزیولژیست حیوانی کاتری داسوان از دانشگاه فیلیپس ماربورد آلمان و همکارانش شواهدی از طبیعت در ۲۴ ژوئن ۲۰۰۴ مشاهده کردند که چربی دم لمور کوتوله دم‌کلفت ماداگاسکار، که در سوراخ‌های درخت برای هفت ماه از سال به خواب زمستانی می‌رود، تغییر می‌کند. درجه حرارت‌های زمستان مالاگاسی گاهی به بیش از ۳۰ درجه سانتی‌گراد (۸۶ فارنهایت) افزایش می‌یابد؛ بنابراین خواب زمستانی منحصراً در دماهای پایین محدود نشده‌است. خواب زمستانی این میمون لمور به شدت وابسته به رفتار حرارتی سوراخ درخت است: اگر سوراخ ضعیف عایق بندی شده باشد درجه حرارت بدن میمون لمون به‌طور گسترده‌ای در نوسان قرار می‌گیرد. اگر دما پایین آید و محیط به خوبی عایق بندی شده باشد درجه حرارت بدن ثابت باقی می‌ماند؛ و حیوان می‌تواند به‌طور منظم بیدار شود. داس من پی برد که کاهش سوخت و ساز در خواب زمستانی حیوانات لزوماً نباید درجه حرارت بدن پایین آید.

## در پرندگان
از لحاظ تاریخی پلینیوس معتقد بود که پرستوها خواب زمستانی دارند و پرنده‌شناس گیلبرت به شواهدی طبیعی در تاریخ اشاره کرد. سیلبورن نیز به همان انداره به این شواهد اشاره کرد. پرندگان به‌طور معمول خواب زمستانی ندارند و به جای آن از اصطلاح مرگ کاذب استفاده می‌شود. (به جز یک استثناء به نام مرغ مگس خوار) یکی از پرندگانی که به خواب زمستانی معروف است مرغ مگس خوار می‌باشد. علاوه بر این موارد متعددی از پرندگان کوچک قادر به مرگ کاذب و طیف وسیعی از آن‌ها به صورت منظم دارای خواب زمستانی هستند. مرغ‌های مگس خوار، پرندگان تندرو و غیره همگی برای مدت کوتاهی (مثلاً بیش از طول یک شب) برای کاهش فعالیت‌های متابولیکی خود می‌خوابند که این به عنوان خواب زمستانی عمیق نمی‌باشد.

## در ماهی‌ها
در طول قرن بیستم تصور می‌شد که کوسه‌ها به کف دریای شمال برای خواب زمستانی می‌روند. تحقیقات دکتر دیوید سیمز در سال ۲۰۰۳ این فرضیه‌ها را باطل کرد و نشان داد که کوسه‌ها به‌طور فعال فواصل بزرگ در تمام فصول را طی می‌کنند. ردیابی ناحیهٔ طی شده با بیشترین مقدار پلانگتون ارزیابی می‌شود. کوسه‌ها می‌توانند برای مدت زمان طولانی بدون اکسیژن زنده بمانند حتی در دمای بیش از ۲۶ درجه سانتی گراد(۷۹ درجه فارنهایت) حیوانات دیگری که می‌توانند بدون اکسیژن مدت زمان طولانی زنده بمانند عبارتند از: ماهی قرمز، لاک‌پشت گوش‌قرمز، قورباغه جنگلی و غاز.

## خواب زمستانی مصنوعی
بسیاری از پروژه‌های تحقیقاتی در حال حاضر برای بررسی اثر خواب زمستانی در انسان انجام می‌شود. توانایی برای انسان به خواب زمستانی به چند دلیل از جمله صرفه جویی در زندگی مردم که به‌طور جدی بیمار یا مجروح هستند مفید خواهد بود و به‌طور موقت آن‌ها را با قرار دادن در خواب زمستانی تا زمان درمان می‌توانند نگه دارند (در مقایسه با کما). علاوه بر این خواب زمستانی برای انسان در طی برنامه‌های مختلف ارائه شده که برای سفرهای بین سیاره‌ای در آینده مفید خواهد بود.